# Pottia propagulifera
Pottia propagulifera är en bladmossart som beskrevs av Theodor Carl Karl Julius Herzog 1905. Pottia propagulifera ingår i släktet Pottia och familjen Pottiaceae. Inga underarter finns listade i Catalogue of Life.